# Atypa gibbosa
Atypa gibbosa är en insektsart som beskrevs av Walker. Atypa gibbosa ingår i släktet Atypa och familjen hornstritar. Inga underarter finns listade i Catalogue of Life.